# Farmaci (fagblad)
|  | Denne artikel handler om et fagblad. For andre betydninger, se Farmaci (flertydig). |
Farmaci er navnet på Danmarks Apotekerforenings officielle fagblad og medlemsblad. Artiklerne i tidsskriftet er overvejende af medicinsk-farmaceutisk og apoteksfagligt indhold. Fagbladet henvender sig primært til Apotekerforeningens medlemmer, som er apotekere, sygehusapotekere, apoteksbestyrere og sygehusapoteksbestyrere. Derudover henvender Farmaci sig også til det faguddannede og faglærte apoteks- og sygehusapotekspersonale, som er farmakonomer, farmaceuter, defektricer og apoteksmedhjælpere samt studerende og elever inden for disse fag.
Den ansvarshavende chefredaktør på foreningens fagblad er Erik Harr. Farmaci udkommer 10 gange årligt i et oplag på cirka 1.600 eksemplarer og læses af ca. 8.000 personer. Fagbladet har tidligere gået under navnene Dansk Tidsskrift for Farmaci og Archiv for Pharmaci og Chemi.
Fagbladets redaktionsudvalg består af farmakonomer og farmaceuter fra apoteker landet over, der sparrer med redaktionen om emner og cases til bladet.  

## Eksterne kilder, links og henvisninger
- Farmacis hjemmeside Arkiveret 11. januar 2007 hos  Wayback Machine
- DG Medias information om fagbladet Farmaci Arkiveret 23. juni 2008 hos  Wayback Machine
- DG Medias informationspjece om fagbladet Farmaci (Webside ikke længere tilgængelig)

| Apoteksvæsen | Spire Denne artikel om apoteksvæsen er en spire som bør udbygges. Du er velkommen til at hjælpe Wikipedia ved at udvide den. |